# Saint Jean Porte latine

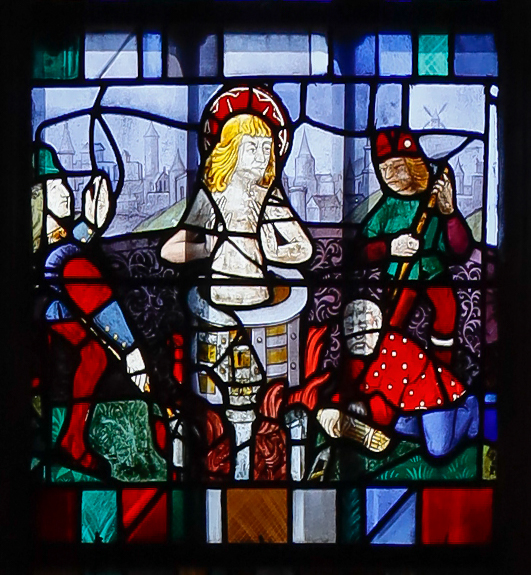
Martyre de saint Jean Porte latine dans un vitrail de l'église Notre-Dame de Saint-Lô vers 1500.

Saint Jean Porte latine est le nom d'une fête de l'Église de Rome en l'honneur de l’apôtre et évangéliste Jean. Elle est célébrée le 6 mai.
La tradition qui est à l'origine de cette fête le fait venir à Rome, ce qui historiquement n'est pas certain.
L'apôtre Jean termina sa vie terrestre à Patmos ou à Éphèse. Mais on ignore de quelle façon : s'il est mort en paix ou martyr ou s'il a été élevé au ciel comme le prophète Élie.
L'empereur Domitien le fit plonger dans une cuve d'huile bouillante. Cette dernière se transforma en bain rafraîchissant. Ce supplice eut lieu près de la porte de Rome située sur la voie Latine et donc nommée Porta Latina. L'église San Giovanni a Porta Latina fut érigée près du site précis du supplice où l'oratoire San Giovanni in Oleo fut construit.

## Saint patron
Originellement saint patron des vignerons et tonneliers, il devint patron des ciriers, des imprimeurs et des typographes. Pour ces derniers, les explications étaient multiples : la porte Latine avait peut-être, avec ses deux battants, la forme d'un livre ; les imprimeurs utilisent des encres grasses, référence probable à l'huile bouillante dans laquelle Domitien le fit plonger ; enfin, saint Jean a écrit des ouvrages importants comme son Évangile et l'Apocalypse (le corpus johannique). L'ensemble du petit matériel des ouvriers typographes (composteur, galée, etc.) s'appelait le « saint-jean ». Pour les vignerons et les tonneliers, l'explication vient d'un jeu de mots (ce qui exclut d'emblée les pays et les régions où l'on ne parlait pas le français) : saint Jean « porte la tine ». La « tine » désigne une cuve comme celle remplie d'huile où on l'a précipité. De fait, le saint est souvent représenté portant un tonneau, parfois de grande taille, d'autres fois réduit et muni d'un manche, ce qui le fait ressembler à un maillet, qui est aussi l'outil du tonnelier.